# Bill McGarry
William Harry "Bill" McGarry (Stoke-on-Trent, 10 de junho de 1927 - 15 de março de 2005) foi um futebolista e treinador inglês, que atuava como defensor.

## Carreira
Bill McGarry fez parte do elenco da Seleção Inglesa de Futebol que disputou a Copa do Mundo de 1954.

## Ligações Externas
- Perfil em FIFA.com (em inglês)